# Stanin (województwo lubelskie)
Stanin – wieś w Polsce położona w województwie lubelskim, w powiecie łukowskim, w gminie Stanin.
Wieś szlachecka położona była w drugiej połowie XVI wieku w ziemi łukowskiej województwa lubelskiego. 
W latach 1975–1998 miejscowość administracyjnie należała do województwa siedleckiego.
Wieś stanowi sołectwo w gminie Stanin. Według Narodowego Spisu Powszechnego z roku 2011 wieś liczyła 799 mieszkańców.
Miejscowość jest siedzibą gminy Stanin oraz  rzymskokatolickiej parafii Trójcy Świętej.

## Historia
Pierwsze wzmianki historyczne na temat Stanina pojawiają się w źródłach XV-wiecznych. W XVI wieku istniała tu parafia rzymskokatolicka. W Staninie od co najmniej XV wieku istniała wieża rycerska. Później była to siedziba rodu Jarczewskich, a później Wilczewskich i Osieckich. 
Na gruntach wsi, w okolicach dziś stojącego tam kościoła, lokowano miasto Andrzejów. Stało się to około połowy XVI w. a fundatorem był Andrzej Jarczewski ówczesny dziedzic. Notowane w 1553 r. jako Andrzeyow, a następnie wymienione w 1555 roku, kiedy to erygowano parafię. W dokumencie erekcyjnym jest mowa o mieście osadzonym wśród lasów. Miasto jednak nigdy nie powstało – z nieznanych powodów od zamiaru lokacji odstąpiono, a teren skolonizowany na te potrzeby włączono do wsi Stanin.

## Galeria

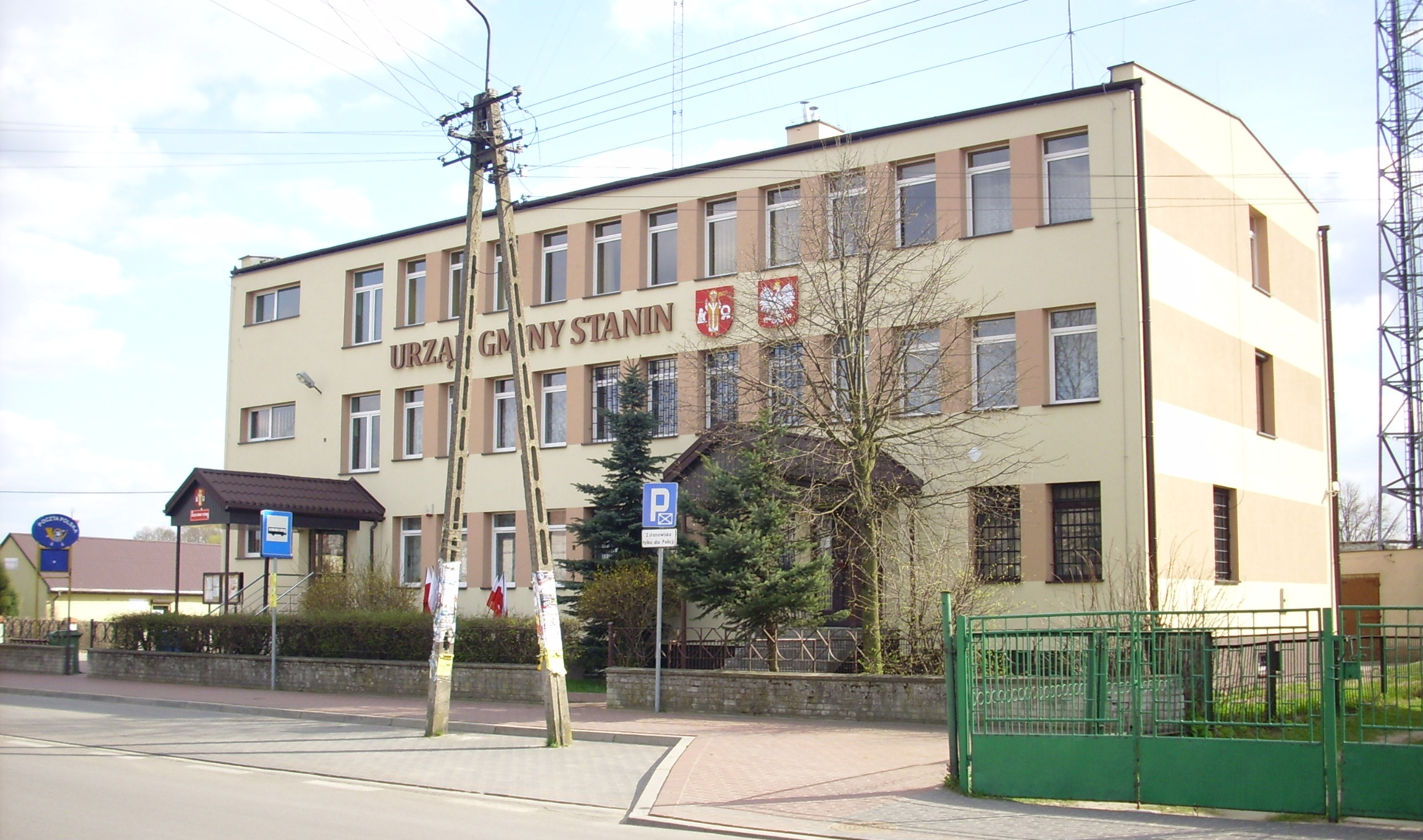
Urząd Gminy
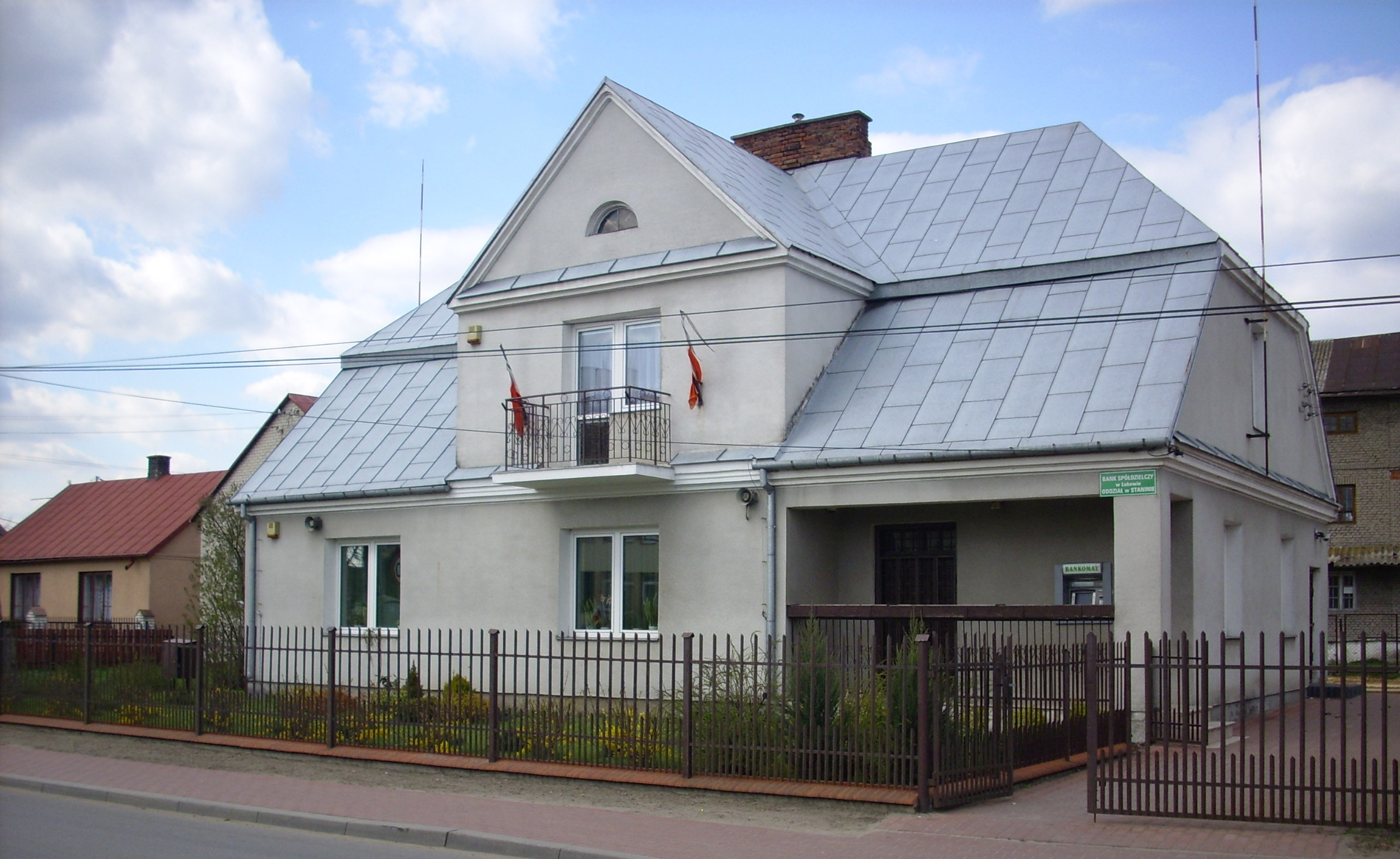
Bank Spółdzielczy
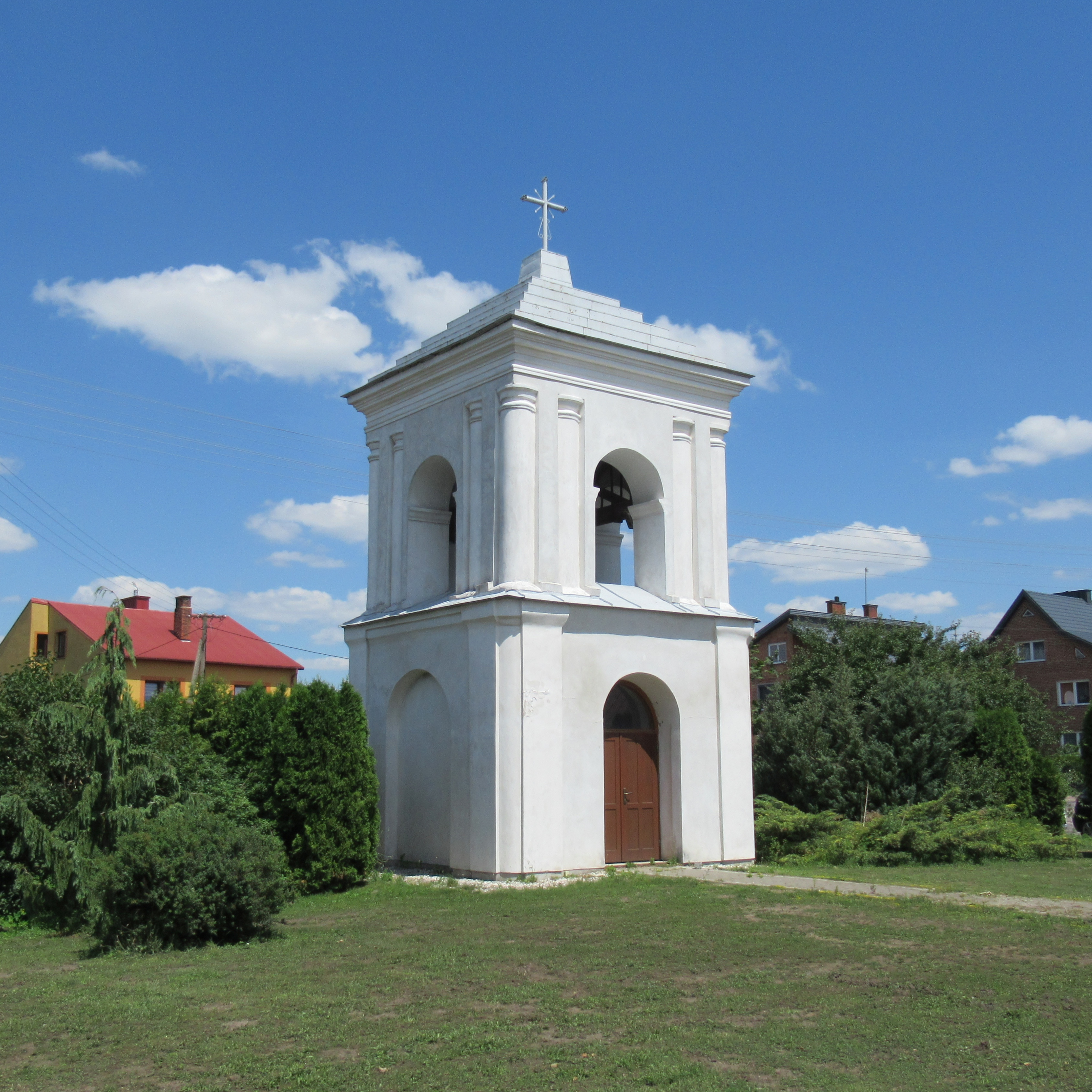
Stara dzwonnica